# Gratiola aurea
Gratiola aurea är en grobladsväxtart som beskrevs av Henry Ernest Muhlenberg. Gratiola aurea ingår i släktet jordgallor, och familjen grobladsväxter. Inga underarter finns listade i Catalogue of Life.